# Joseph Macé-Scaron
Pour les articles homonymes, voir Macé et Scaron.
Joseph Macé-Scaron est un journaliste, essayiste et romancier français, né le 29 mars 1958 à Paris.

## Biographie

### Jeunesse
Né le 29 mars 1958 d'un père aventurier, un temps légionnaire, qu’il a très peu connu, et d'une mère vendeuse, Joseph Macé-Scaron est élevé par sa mère dans un milieu petit-bourgeois. Par celle-ci, morte lorsqu’il a une trentaine d’années, il est le petit-fils du pilote automobile franco-belge José Scaron.
À l'âge de 15 ans, il rencontre Bertrand Renouvin et devient compagnon de route de la Nouvelle Action française pour laquelle il rédige des critiques de cinéma et cofonde le Lys rouge. Cette expérience lui donne la passion de la politique. Par le biais de Renouvin, il rencontre à l’âge de 16 ans Maurice Clavel, qui le forme à son tour.

### Études
Après son baccalauréat, il entreprend des études de lettres, d'abord comme élève de classes préparatoires aux écoles normales supérieures (hypokhâgne du lycée Pasteur de Neuilly-sur-Seine, khâgne du lycée Jules-Ferry de Paris), puis à la faculté des lettres de l'université de Nanterre, d'où il sort licencié en histoire. Il entre ensuite à l'Institut d'études politiques de Paris, où il côtoie Nicolas Sarkozy, puis Jacques Barrot (dont il devient l'assistant parlementaire) et François Bayrou. Il est à cette époque « plume du CDS »,.

### Carrière journalistique
Il devient journaliste : il est membre du GRECE de 1978 à 1985 dont il a été permanent au sein de la cellule presse, reporter au journal Magazine Hebdo (1983-1985), chef adjoint du service politique du Figaro (1985-1995), grand reporter au Point (1995), rédacteur en chef au Figaro en tant que responsable des pages « Idées », puis directeur de la rédaction du Figaro Magazine (2003) dont il est démis quelques mois après l'arrivée de son nouveau propriétaire Serge Dassault.
Il rejoint Marianne en 2006 et devient directeur de la rédaction du Magazine littéraire à partir de 2007.
Le 16 avril 2007, Joseph Macé-Scaron indique avoir été contraint de démissionner du Figaro pour avoir refusé de céder à des pressions venant de Nicolas Sarkozy. Face à l'avocat Rodolphe Bosselut qui prend la défense du candidat présenté par l'UMP à l'élection présidentielle de 2007, Joseph Macé-Scaron dénonce les menaces qui sont selon lui exercées par Nicolas Sarkozy sur l'ensemble des journalistes politiques[source insuffisante].
Il collabore à diverses revues ainsi qu'à de nombreuses émissions audiovisuelles : sur RTL, en tant que polémiste régulier dans l'émission de Marc-Olivier Fogiel On refait le monde, chroniqueur au Grand Journal de Canal+, animé par Michel Denisot, débatteur dans Le 22 h 30 > 00 h 30 : La Grande Édition d'i>Télé, etc. En février 2011, il devient chroniqueur dans l'émission C à vous où il remplace Nicolas Poincaré, parti sur Europe 1. Quelques jours plus tard, il arrête sa collaboration avec l'émission d'Alessandra Sublet, invoquant ses multiples activités.
Il fut producteur d'une émission de critique littéraire sur France Culture, Jeux d'épreuves de 2006 à 2011.
En décembre 2013, il prend la succession de Laurent Neumann à la tête de la rédaction de l'hebdomadaire Marianne.
En octobre 2014, il publie le contre-pamphlet La Panique identitaire en réponse à l'essai Le Suicide français d'Éric Zemmour. Marianne et Le Point en font une critique élogieuse,.

### Écriture de discours pour François Fillon
Dans le cadre de la campagne électorale pour l'élection présidentielle de 2017, Le Canard enchaîné[source insuffisante] affirme que Joseph Macé-Scaron participe comme salarié de l'entreprise Image 7 à la rédaction des discours du candidat Les Républicains, François Fillon. Il infirme pour sa part le fait qu'il soit salarié de l'entreprise Image 7 mais reconnaît avoir participé à des discours de François Fillon (« comme certains confrères, et c'est bien leur droit, le font régulièrement avec des politiques », précise-t-il) et en être fier, rappelant toutefois ses divergences assumées avec le candidat LR sur le mariage homosexuel et l'euthanasie et dénonçant un « déchaînement de passions tristes » de la part de « censeurs » à son égard.

### Autres activités
En septembre 2017, Joseph Macé-Scaron rejoint la société de conseil en communication Image 7.

### Vie privée
Joseph Macé-Scaron a deux enfants issus d'une première union. Il s'est séparé de sa compagne en 1998 et s'est pacsé avec un compagnon en 2008.
En 1986, il est entré dans l'Église orthodoxe.

## Accusations de plagiat
En août 2011, l'association de critique des médias Acrimed révèle que, dans son roman Ticket d'entrée, Joseph Macé-Scaron avait repris des passages de la traduction française de American rigolos : chroniques d'un grand pays de Bill Bryson sans citer l'auteur et en maquillant l'emprunt par la substitution de certains mots,.
Pour se défendre, Macé-Scaron invoque alors la notion d'intertextualité et prétend que tous les écrivains seraient coutumiers du fait. Il reconnaît néanmoins le plagiat le 22 août, sur le site Arrêt sur images. Il en parle comme « [d']une connerie » et précise : « Je prends habituellement en notes sur un cahier des éléments que je lis, qui me semblent intéressants ou drôles. À l'origine, je ne pensais pas me servir de ces extraits, […] je pensais les retravailler plus tard. » Arrêt sur images et Acrimed relèvent au moins « quatre exemples d'emprunts quasiment textuels ».
L'Express signale un cas similaire pour Trébizonde avant l'oubli ; cette fois, la source est le livre d'Ernst Jünger Premier journal parisien, 1941-1943. De son côté, Le Monde, reprenant un article paru en 1999 dans Le Canard enchaîné, fournit un autre exemple datant de 1998 pour Le Cavalier de minuit. L'Express reviendra d'ailleurs  à la charge en septembre 2011 et mentionnera des « emprunts » faits également par le journaliste Macé-Scaron à divers critiques littéraires. 
Télérama, où Fabienne Pascaud avait publié deux mois plus tôt, en juin 2011, une critique élogieuse de Ticket d'entrée, présenté comme une « chronique corrosive de nos mœurs médiatiques et politiques », résume la polémique en rappelant la défense « maladroite » des plagiaires et conclut que Macé-Scaron « rejoint la longue liste des “écrivains” plagiaires, d'Alain Minc à PPDA ».

## Publications

### Romans

#### SérieGuillaume Lassire et Paule Nirsen
- La Falaise aux suicidés, Presses de la Cité, 2022[24].
- La Reine jaune, Presses de la Cité, 2024[25].
- La Croix des ténèbres, Presses de la Cité, 2025.

#### Autres romans
- Trébizonde avant l'oubli (Robert Laffont, 1990).
- Le Cavalier du minuit (Julliard, 1998), a reçu le prix du Livre d'aventure.
- Ticket d'entrée (Grasset, 2011).
- La Surprise du Chef (Éditions de l’Observatoire, 2021). Fiction sur l'élection présidentielle de 2022[26].

### Essais
- Avec Michel Chamard, La Galaxie Barre (La Table ronde, 1988) puis Les Politocrates (Seuil, 1993), couronné du prix du Livre politique.
- La Tentation communautaire (Plon, 2001).
- Montaigne, notre nouveau philosophe, prix de la Maçonnerie française 2003 dans la catégorie « humanisme » et prix Charles-Oulmont de la Fondation de France.
- L'Homme libéré (Plon, 2004).
- Le Mississippi : Du Golfe du Mexique à la Nouvelle-Orléans, le voyage de Joseph Macé-Scaron, éditions Belem, 2005.
- Ticket d'entrée (Grasset, 2011), prix La Coupole 2011[27].
- La Panique identitaire (Grasset, 2014).
- L'Horreur religieuse (Plon, 2016).
- Éloge du libéralisme (L'Observatoire, 2020)[28].